# BWF Super Series Finale 2012
Das BWF Super Series Finale 2012 war das abschließende Turnier der BWF Super Series 2012 im Badminton. Es fand vom 12. bis zum 16. Dezember 2012 in Shenzhen, Volksrepublik China, statt. Das Preisgeld betrug 500.000 US-Dollar.

## Sieger und Platzierte
| Disziplin    | Gold                                        | Silber                                  | Bronze                                  |
| ------------ | ------------------------------------------- | --------------------------------------- | --------------------------------------- |
| Herreneinzel | Chen Long                                   | Du Pengyu                               | Hans-Kristian Vittinghus                |
| Herreneinzel | Chen Long                                   | Du Pengyu                               | Hu Yun                                  |
| Dameneinzel  | Li Xuerui                                   | Wang Shixian                            | Saina Nehwal                            |
| Dameneinzel  | Li Xuerui                                   | Wang Shixian                            | Ratchanok Intanon                       |
| Herrendoppel | Mathias Boe Carsten Mogensen                | Hiroyuki Endo Kenichi Hayakawa          | Hong Wei Shen Ye                        |
| Herrendoppel | Mathias Boe Carsten Mogensen                | Hiroyuki Endo Kenichi Hayakawa          | Cai Yun Fu Haifeng                      |
| Damendoppel  | Wang Xiaoli Yu Yang                         | Christinna Pedersen Kamilla Rytter Juhl | Tian Qing Zhao Yunlei                   |
| Damendoppel  | Wang Xiaoli Yu Yang                         | Christinna Pedersen Kamilla Rytter Juhl | Shizuka Matsuo Mami Naito               |
| Mixed        | Joachim Fischer Nielsen Christinna Pedersen | Zhang Nan Zhao Yunlei                   | Xu Chen Ma Jin                          |
| Mixed        | Joachim Fischer Nielsen Christinna Pedersen | Zhang Nan Zhao Yunlei                   | Sudket Prapakamol Saralee Thungthongkam |

## Spielplan
| Spieltag | Datum             | Uhrzeit       | Runde      |
| -------- | ----------------- | ------------- | ---------- |
| 1        | 12. Dezember 2012 | 12:00 / 19:00 | Vorrunde   |
| 2        | 13. Dezember 2012 | 12:00 / 19:00 | Vorrunde   |
| 3        | 14. Dezember 2012 | 12:00 / 19:00 | Vorrunde   |
| 4        | 15. Dezember 2012 | 12:00 / 19:00 | Halbfinale |
| 5        | 16. Dezember 2012 | 13:00         | Finale     |

## Preisgeld
| Disziplin                      | Sieger  | Finalist | Halbfinalist | 3. der Vorrunde | 4. der Vorrunde |
| ------------------------------ | ------- | -------- | ------------ | --------------- | --------------- |
| Herreneinzel Dameneinzel       | $40.000 | $20.000  | $10.000      | $5.500          | $3.000          |
| Herrendoppel Damendoppel Mixed | $42.000 | $20.000  | $10.000      | $6.500          | $3.500          |

## Setzliste
| 1 | Lee Chong Wei            | 1  | Li Xuerui         | 1  |
| 2 | Chen Long                | 2  | Juliane Schenk    | 2  |
| 3 | Kenichi Tago             | 3  | Wang Shixian      | 4  |
| 4 | Hu Yun                   | 4  | Saina Nehwal      | 5  |
| 5 | Daren Liew               | 5  | Tine Baun         | 7  |
| 6 | Boonsak Ponsana          | 6  | Sung Ji-hyun      | 8  |
| 7 | Du Pengyu                | 7  | Eriko Hirose      | 9  |
| 8 | Hans-Kristian Vittinghus | 10 | Ratchanok Intanon | 10 |

| 1 | Koo Kien Keat Tan Boon Heong   | 1 | Shizuka Matsuo Mami Naito                         | 1  | Xu Chen Ma Jin                              | 1 |
| 2 | Hiroyuki Endo Kenichi Hayakawa | 2 | Eom Hye-won Chang Ye-na                           | 3  | Chan Peng Soon Goh Liu Ying                 | 2 |
| 3 | Hong Wei Shen Ye               | 3 | Tian Qing Zhao Yunlei                             | 4  | Tontowi Ahmad Liliyana Natsir               | 3 |
| 4 | Kim Gi-jung Kim Sa-rang        | 5 | Wang Xiaoli Yu Yang                               | 6  | Zhang Nan Zhao Yunlei                       | 4 |
| 5 | Mathias Boe Carsten Mogensen   | 6 | Duanganong Aroonkesorn Kunchala Voravichitchaikul | 7  | Sudket Prapakamol Saralee Thungthongkam     | 5 |
| 6 | Bodin Isara Maneepong Jongjit  | 7 | Christinna Pedersen Kamilla Rytter Juhl           | 8  | Joachim Fischer Nielsen Christinna Pedersen | 6 |
| 7 | Hoon Thien How Tan Wee Kiong   | 8 | Misaki Matsutomo Ayaka Takahashi                  | 9  | Yoo Yeon-seong Chang Ye-na                  | 7 |
| 8 | Cai Yun Fu Haifeng             | 9 | Poon Lok Yan Tse Ying Suet                        | 10 | Muhammad Rizal Debby Susanto                | 9 |

## Ergebnisse

### Herreneinzel

#### Gruppe A
| Platz | Name            | Spiele | Spielverh. | Satzverh. | Ballverh. | Quali.       |
| ----- | --------------- | ------ | ---------- | --------- | --------- | ------------ |
| 1     | Du Pengyu       | 2      | 2 - 0      | 4 - 1     | 110 - 92  | qualifiziert |
| 2     | Hu Yun          | 2      | 1 - 1      | 2 - 3     | 100 - 91  | qualifiziert |
| 3     | Boonsak Ponsana | 2      | 0 - 2      | 2 - 4     | 100 - 127 |              |
| －    | Lee Chong Wei   | －     | －         | －        | －        | verletzt     |

| Datum             | Nr. |                 | Ergebnis                      |                 |
| ----------------- | --- | --------------- | ----------------------------- | --------------- |
| 12. Dezember 2012 | 1   | Hu Yun          | 2 : 1 （19-21, 21-17, 21-9）  | Boonsak Ponsana |
| 12. Dezember 2012 | 2   | Lee Chong Wei   | 1 : 2 （21-12, 16-21, 20-22） | Du Pengyu       |
| 13. Dezember 2012 | 3   | Lee Chong Wei   | kampflos                      | Boonsak Ponsana |
| 13. Dezember 2012 | 4   | Hu Yun          | 0 : 2 （18-21, 21-23）        | Du Pengyu       |
| 14. Dezember 2012 | 5   | Lee Chong Wei   | kampflos                      | Hu Yun          |
| 14. Dezember 2012 | 6   | Boonsak Ponsana | 1 : 2 （22-24, 23-21, 8-21）  | Du Pengyu       |

#### Gruppe B
| Platz | Name                     | Spiele | Spielverh. | Satzverh. | Ballverh. | Quali.       |
| ----- | ------------------------ | ------ | ---------- | --------- | --------- | ------------ |
| 1     | Chen Long                | 3      | 3 - 0      | 6 - 3     | 183 - 144 | qualifiziert |
| 2     | Hans-Kristian Vittinghus | 3      | 1 - 2      | 4 - 4     | 138 - 152 | qualifiziert |
| 3     | Kenichi Tago             | 3      | 1 - 2      | 3 - 4     | 124 - 131 |              |
| 4     | Daren Liew               | 3      | 1 - 2      | 3 - 5     | 137 - 155 |              |

| Datum             | Nr. |              | Ergebnis                      |                          |
| ----------------- | --- | ------------ | ----------------------------- | ------------------------ |
| 12. Dezember 2012 | 1   | Chen Long    | 2 : 1 （20-22, 21-15, 21-11） | Hans-Kristian Vittinghus |
| 12. Dezember 2012 | 2   | Kenichi Tago | 2 : 0 （21-15, 21-18）        | Daren Liew               |
| 13. Dezember 2012 | 3   | Chen Long    | 2 : 1 （23-25, 21-8, 21-12）  | Daren Liew               |
| 13. Dezember 2012 | 4   | Kenichi Tago | 0 : 2 （18-21, 13-21）        | Hans-Kristian Vittinghus |
| 14. Dezember 2012 | 5   | Chen Long    | 2 : 1 （23-25, 21-8, 21-12）  | Kenichi Tago             |
| 14. Dezember 2012 | 6   | Daren Liew   | 2 : 1 （17-21, 21-13, 21-14） | Hans-Kristian Vittinghus |

#### Endrunde
|  | Halbfinale | Halbfinale               | Halbfinale | Halbfinale | Halbfinale |  |  | Finale | Finale    | Finale | Finale | Finale |
|  |            |                          |            |            |            |  |  |        |           |        |        |        |
|  |            |                          |            |            |            |  |  |        |           |        |        |        |
|  | A1         | Du Pengyu                | 21         | 21         | 21         |  |  |        |           |        |        |        |
|  | B2         | Hans-Kristian Vittinghus | 23         | 8          | 13         |  |  |        |           |        |        |        |
|  |            |                          |            |            |            |  |  | A1     | Du Pengyu | 12     | 13     |        |
|  |            |                          |            |            |            |  |  | B1     | Chen Long | 21     | 21     |        |
|  | A2         | Hu Yun                   | 10         | 18         |            |  |  |        |           |        |        |        |
|  | B1         | Chen Long                | 21         | 21         |            |  |  |        |           |        |        |        |
|  |            |                          |            |            |            |  |  |        |           |        |        |        |

### Dameneinzel

#### Gruppe A
| Platz | Name         | Spiele | Spielverh. | Satzverh. | Ballverh. | Quali.       |
| ----- | ------------ | ------ | ---------- | --------- | --------- | ------------ |
| 1     | Li Xuerui    | 3      | 3 - 0      | 6 - 1     | 145 - 117 | qualifiziert |
| 2     | Wang Shixian | 3      | 2 - 1      | 5 - 3     | 150 - 146 | qualifiziert |
| 3     | Sung Ji-hyun | 3      | 1 - 2      | 2 - 4     | 101 - 111 |              |
| 4     | Eriko Hirose | 3      | 0 - 3      | 1 - 6     | 116 - 138 |              |

| Datum             | Nr. |              | Ergebnis                      |              |
| ----------------- | --- | ------------ | ----------------------------- | ------------ |
| 12. Dezember 2012 | 1   | Li Xuerui    | 2 : 1 （21-19, 15-21, 21-18） | Wang Shixian |
| 12. Dezember 2012 | 2   | Sung Ji-hyun | 2 : 0 （21-12, 21-15）        | Eriko Hirose |
| 13. Dezember 2012 | 3   | Wang Shixian | 2 : 0 （21-19, 21-19）        | Sung Ji-hyun |
| 13. Dezember 2012 | 4   | Li Xuerui    | 2 : 0 （25-23, 21-15）        | Eriko Hirose |
| 14. Dezember 2012 | 5   | Li Xuerui    | 2 : 0 （21-9, 21-12）         | Sung Ji-hyun |
| 14. Dezember 2012 | 6   | Wang Shixian | 2 : 1 （21-15, 8-21, 21-15）  | Eriko Hirose |

#### Gruppe B
| Platz | Name              | Spiele | Spielverh. | Satzverh. | Ballverh. | Quali.       |
| ----- | ----------------- | ------ | ---------- | --------- | --------- | ------------ |
| 1     | Ratchanok Intanon | 3      | 3 - 0      | 6 - 0     | 127 - 75  | qualifiziert |
| 2     | Saina Nehwal      | 3      | 1 - 2      | 4 - 4     | 125 - 120 | qualifiziert |
| 3     | Tine Baun         | 3      | 1 - 2      | 3 - 5     | 127 - 152 |              |
| 4     | Juliane Schenk    | 3      | 1 - 2      | 2 - 5     | 118 - 130 |              |

| Datum             | Nr. |                | Ergebnis                      |                   |
| ----------------- | --- | -------------- | ----------------------------- | ----------------- |
| 12. Dezember 2012 | 1   | Juliane Schenk | 0 : 2 （17-21, 20-22）        | Ratchanok Intanon |
| 12. Dezember 2012 | 2   | Saina Nehwal   | 1 : 2 （14-21, 21-11, 19-21） | Tine Baun         |
| 13. Dezember 2012 | 3   | Saina Nehwal   | 0 : 2 （13-21, 16-21）        | Ratchanok Intanon |
| 13. Dezember 2012 | 4   | Juliane Schenk | 2 : 1 （14-21, 21-16, 21-8）  | Tine Baun         |
| 14. Dezember 2012 | 5   | Juliane Schenk | 0 : 2 （7-21, 18-21）         | Saina Nehwal      |
| 14. Dezember 2012 | 6   | Tine Baun      | 0 : 2 （15-21, 14-21）        | Ratchanok Intanon |

#### Endrunde
|  | Halbfinale | Halbfinale        | Halbfinale | Halbfinale | Halbfinale |  |  | Finale | Finale       | Finale | Finale | Finale |
|  |            |                   |            |            |            |  |  |        |              |        |        |        |
|  |            |                   |            |            |            |  |  |        |              |        |        |        |
|  | A1         | Li Xuerui         | 22         | 7          | 21         |  |  |        |              |        |        |        |
|  | B2         | Saina Nehwal      | 20         | 21         | 13         |  |  |        |              |        |        |        |
|  |            |                   |            |            |            |  |  | A1     | Li Xuerui    | 21     | 15     |        |
|  |            |                   |            |            |            |  |  | A2     | Wang Shixian | 9      | 4      |        |
|  | A2         | Wang Shixian      | 21         | 21         |            |  |  |        |              |        |        |        |
|  | B1         | Ratchanok Intanon | 12         | 19         |            |  |  |        |              |        |        |        |
|  |            |                   |            |            |            |  |  |        |              |        |        |        |

### Herrendoppel

#### Gruppe A
| Platz | Name                         | Spiele | Spielverh. | Satzverh. | Ballverh. | Quali.       |
| ----- | ---------------------------- | ------ | ---------- | --------- | --------- | ------------ |
| 1     | Mathias Boe Carsten Mogensen | 2      | 1 - 1      | 3 - 3     | 114 - 104 | qualifiziert |
| 2     | Cai Yun Fu Haifeng           | 2      | 1 - 1      | 3 - 3     | 99 - 98   | qualifiziert |
| 3     | Koo Kien Keat Tan Boon Heong | 2      | 1 - 1      | 3 - 3     | 99 - 110  |              |
| －    | Kim Gi-jung Kim Sa-rang      | －     | －         | －        | －        | verletzt     |

| Datum             | Nr. |                              | Ergebnis                      |                              |
| ----------------- | --- | ---------------------------- | ----------------------------- | ---------------------------- |
| 12. Dezember 2012 | 1   | Kim Gi-jung Kim Sa-rang      | 0 : 2 （17-21, 9-17）         | Mathias Boe Carsten Mogensen |
| 12. Dezember 2012 | 2   | Koo Kien Keat Tan Boon Heong | 1 : 2 （11-21, 21-10, 10-21） | Cai Yun Fu Haifeng           |
| 13. Dezember 2012 | 3   | Kim Gi-jung Kim Sa-rang      | kampflos                      | Cai Yun Fu Haifeng           |
| 13. Dezember 2012 | 4   | Koo Kien Keat Tan Boon Heong | 2 : 1 （21-19, 15-21, 21-18） | Mathias Boe Carsten Mogensen |
| 14. Dezember 2012 | 5   | Koo Kien Keat Tan Boon Heong | kampflos                      | Kim Gi-jung Kim Sa-rang      |
| 14. Dezember 2012 | 6   | Mathias Boe Carsten Mogensen | 2 : 1 （14-21, 21-12, 21-14） | Cai Yun Fu Haifeng           |

#### Gruppe B
| Platz | Name                           | Spiele | Spielverh. | Satzverh. | Ballverh. | Quali.       |
| ----- | ------------------------------ | ------ | ---------- | --------- | --------- | ------------ |
| 1     | Hiroyuki Endo Kenichi Hayakawa | 3      | 3 - 0      | 6 - 1     | 139 - 109 | qualifiziert |
| 2     | Hong Wei Shen Ye               | 3      | 2 - 1      | 5 - 2     | 143 - 106 | qualifiziert |
| 3     | Hoon Thien How Tan Wee Kiong   | 3      | 1 - 2      | 2 - 4     | 105 - 98  |              |
| 4     | Bodin Isara Maneepong Jongjit  | 3      | 0 - 3      | 0 - 6     | 52 - 126  |              |

| Datum             | Nr. |                                | Ergebnis                      |                               |
| ----------------- | --- | ------------------------------ | ----------------------------- | ----------------------------- |
| 12. Dezember 2012 | 1   | Hiroyuki Endo Kenichi Hayakawa | 2 : 0 （21-13, 21-17）        | Hoon Thien How Tan Wee Kiong  |
| 12. Dezember 2012 | 2   | Hong Wei Shen Ye               | 2 : 0 （21-9, 21-9）          | Bodin Isara Maneepong Jongjit |
| 13. Dezember 2012 | 3   | Hong Wei Shen Ye               | 2 : 0 （21-17, 21-16）        | Hoon Thien How Tan Wee Kiong  |
| 13. Dezember 2012 | 4   | Hiroyuki Endo Kenichi Hayakawa | 2 : 0 （21-11, 21-9）         | Bodin Isara Maneepong Jongjit |
| 14. Dezember 2012 | 5   | Hiroyuki Endo Kenichi Hayakawa | 2 : 1 （22-20, 12-21, 21-18） | Hong Wei Shen Ye              |
| 14. Dezember 2012 | 6   | Bodin Isara Maneepong Jongjit  | 0 : 2 （9-21, 5-21）          | Hoon Thien How Tan Wee Kiong  |

#### Endrunde
|  | Halbfinale | Halbfinale                     | Halbfinale | Halbfinale | Halbfinale |  |  | Finale | Finale                         | Finale | Finale | Finale |
|  |            |                                |            |            |            |  |  |        |                                |        |        |        |
|  |            |                                |            |            |            |  |  |        |                                |        |        |        |
|  | A1         | Mathias Boe Carsten Mogensen   | 26         | 24         | 21         |  |  |        |                                |        |        |        |
|  | B2         | Hong Wei Shen Ye               | 24         | 26         | 15         |  |  |        |                                |        |        |        |
|  |            |                                |            |            |            |  |  | A1     | Mathias Boe Carsten Mogensen   | 21     | 21     |        |
|  |            |                                |            |            |            |  |  | B1     | Hiroyuki Endo Kenichi Hayakawa | 17     | 19     |        |
|  | A2         | Cai Yun Fu Haifeng (Aufgabe)   | 9          |            |            |  |  |        |                                |        |        |        |
|  | B1         | Hiroyuki Endo Kenichi Hayakawa | 13         |            |            |  |  |        |                                |        |        |        |
|  |            |                                |            |            |            |  |  |        |                                |        |        |        |

### Damendoppel

#### Gruppe A
| Platz | Name                                              | Spiele | Spielverh. | Satzverh. | Ballverh. | Quali.       |
| ----- | ------------------------------------------------- | ------ | ---------- | --------- | --------- | ------------ |
| 1     | Tian Qing Zhao Yunlei                             | 3      | 3 - 0      | 6 - 0     | 126 - 72  | qualifiziert |
| 2     | Shizuka Matsuo Mami Naito                         | 3      | 2 - 1      | 4 - 3     | 135 - 113 | qualifiziert |
| 3     | Duanganong Aroonkesorn Kunchala Voravichitchaikul | 3      | 1 - 2      | 3 - 4     | 117 - 121 |              |
| 4     | Poon Lok Yan Tse Ying Suet                        | 3      | 0 - 3      | 0 - 6     | 54 - 126  |              |

| Datum             | Nr. |                                                   | Ergebnis                      |                                                   |
| ----------------- | --- | ------------------------------------------------- | ----------------------------- | ------------------------------------------------- |
| 12. Dezember 2012 | 1   | Tian Qing Zhao Yunlei                             | 2 : 0 （21-17, 21-7）         | Duanganong Aroonkesorn Kunchala Voravichitchaikul |
| 12. Dezember 2012 | 2   | Shizuka Matsuo Mami Naito                         | 2 : 0 （21-12, 21-8）         | Poon Lok Yan Tse Ying Suet                        |
| 13. Dezember 2012 | 3   | Shizuka Matsuo Mami Naito                         | 2 : 1 （21-11, 18-21, 21-19） | Duanganong Aroonkesorn Kunchala Voravichitchaikul |
| 13. Dezember 2012 | 4   | Tian Qing Zhao Yunlei                             | 2 : 0 （21-6, 21-9）          | Poon Lok Yan Tse Ying Suet                        |
| 14. Dezember 2012 | 5   | Shizuka Matsuo Mami Naito                         | 0 : 2 （15-21, 18-21）        | Tian Qing Zhao Yunlei                             |
| 14. Dezember 2012 | 6   | Duanganong Aroonkesorn Kunchala Voravichitchaikul | 2 : 0 （21-6, 21-13）         | Poon Lok Yan Tse Ying Suet                        |

#### Gruppe B
| Platz | Name                                    | Spiele | Spielverh. | Satzverh. | Ballverh. | Quali.       |
| ----- | --------------------------------------- | ------ | ---------- | --------- | --------- | ------------ |
| 1     | Wang Xiaoli Yu Yang                     | 2      | 2 - 0      | 4 - 0     | 84 - 52   | qualifiziert |
| 2     | Christinna Pedersen Kamilla Rytter Juhl | 2      | 1 - 1      | 2 - 2     | 76 - 75   | qualifiziert |
| 3     | Misaki Matsutomo Ayaka Takahashi        | 2      | 0 - 2      | 0 - 4     | 51 - 84   |              |
| －    | Eom Hye-won Chang Ye-na                 | －     | －         | －        | －        | verletzt     |

| Datum             | Nr. |                                         | Ergebnis               |                                         |
| ----------------- | --- | --------------------------------------- | ---------------------- | --------------------------------------- |
| 12. Dezember 2012 | 1   | Wang Xiaoli Yu Yang                     | 2 : 0 （21-16, 21-18） | Christinna Pedersen Kamilla Rytter Juhl |
| 12. Dezember 2012 | 2   | Eom Hye-won Chang Ye-na                 | kampflos               | Misaki Matsutomo Ayaka Takahashi        |
| 13. Dezember 2012 | 3   | Wang Xiaoli Yu Yang                     | 2 : 0 （21-9, 21-9）   | Misaki Matsutomo Ayaka Takahashi        |
| 13. Dezember 2012 | 4   | Eom Hye-won Chang Ye-na                 | kampflos               | Christinna Pedersen Kamilla Rytter Juhl |
| 14. Dezember 2012 | 5   | Christinna Pedersen Kamilla Rytter Juhl | 2 : 0 （21-17, 21-16） | Misaki Matsutomo Ayaka Takahashi        |
| 14. Dezember 2012 | 6   | Eom Hye-won Chang Ye-na                 | kampflos               | Wang Xiaoli Yu Yang                     |

#### Endrunde
|  | Halbfinale | Halbfinale                              | Halbfinale | Halbfinale | Halbfinale |  |  | Finale | Finale                                  | Finale | Finale | Finale |
|  |            |                                         |            |            |            |  |  |        |                                         |        |        |        |
|  |            |                                         |            |            |            |  |  |        |                                         |        |        |        |
|  | A1         | Tian Qing Zhao Yunlei                   | 21         | 18         | 22         |  |  |        |                                         |        |        |        |
|  | B2         | Christinna Pedersen Kamilla Rytter Juhl | 19         | 21         | 24         |  |  |        |                                         |        |        |        |
|  |            |                                         |            |            |            |  |  | B2     | Christinna Pedersen Kamilla Rytter Juhl | 16     | 14     |        |
|  |            |                                         |            |            |            |  |  | B1     | Wang Xiaoli Yu Yang                     | 21     | 21     |        |
|  | A2         | Shizuka Matsuo Mami Naito               | 9          | 8          |            |  |  |        |                                         |        |        |        |
|  | B1         | Wang Xiaoli Yu Yang                     | 21         | 21         |            |  |  |        |                                         |        |        |        |
|  |            |                                         |            |            |            |  |  |        |                                         |        |        |        |

### Mixed

#### Gruppe A
| Platz | Name                                    | Spiele | Spielverh. | Satzverh. | Ballverh. | Quali.       |
| ----- | --------------------------------------- | ------ | ---------- | --------- | --------- | ------------ |
| 1     | Xu Chen Ma Jin                          | 2      | 2 - 0      | 4 - 1     | 102 - 72  | qualifiziert |
| 2     | Sudket Prapakamol Saralee Thungthongkam | 2      | 1 - 1      | 3 - 3     | 108 - 109 | qualifiziert |
| 3     | Tontowi Ahmad Liliyana Natsir           | 2      | 0 - 2      | 1 - 4     | 74 - 103  |              |
| －    | Yoo Yeon-seong Chang Ye-na              | －     | －         | －        | －        | verletzt     |

| Datum             | Nr. |                                         | Ergebnis                      |                                         |
| ----------------- | --- | --------------------------------------- | ----------------------------- | --------------------------------------- |
| 12. Dezember 2012 | 1   | Xu Chen Ma Jin                          | kampflos                      | Yoo Yeon-seong Chang Ye-na              |
| 12. Dezember 2012 | 2   | Tontowi Ahmad Liliyana Natsir           | 1 : 2 （21-19, 14-21, 14-21） | Sudket Prapakamol Saralee Thungthongkam |
| 13. Dezember 2012 | 3   | Xu Chen Ma Jin                          | 2 : 1 （21-14, 18-21, 21-12） | Sudket Prapakamol Saralee Thungthongkam |
| 13. Dezember 2012 | 4   | Tontowi Ahmad Liliyana Natsir           | kampflos                      | Yoo Yeon-seong Chang Ye-na              |
| 14. Dezember 2012 | 5   | Xu Chen Ma Jin                          | 2 : 0 （21-14, 21-11）        | Tontowi Ahmad Liliyana Natsir           |
| 14. Dezember 2012 | 6   | Sudket Prapakamol Saralee Thungthongkam | kampflos                      | Yoo Yeon-seong Chang Ye-na              |

#### Gruppe B
| Platz | Name                                        | Spiele | Spielverh. | Satzverh. | Ballverh. | Quali.       |
| ----- | ------------------------------------------- | ------ | ---------- | --------- | --------- | ------------ |
| 1     | Joachim Fischer Nielsen Christinna Pedersen | 3      | 3 - 0      | 6 - 0     | 128 - 89  | qualifiziert |
| 2     | Zhang Nan Zhao Yunlei                       | 3      | 2 - 1      | 4 - 2     | 117 - 101 | qualifiziert |
| 3     | Muhammad Rizal Debby Susanto                | 3      | 1 - 2      | 2 - 4     | 97 - 121  |              |
| 4     | Chan Peng Soon Goh Liu Ying                 | 3      | 0 - 3      | 0 - 6     | 95 - 126  |              |

| Datum             | Nr. |                                             | Ergebnis               |                                             |
| ----------------- | --- | ------------------------------------------- | ---------------------- | ------------------------------------------- |
| 12. Dezember 2012 | 1   | Chan Peng Soon Goh Liu Ying                 | 0 : 2 （18-21, 19-21） | Muhammad Rizal Debby Susanto                |
| 12. Dezember 2012 | 2   | Zhang Nan Zhao Yunlei                       | 0 : 2 （12-21, 21-23） | Joachim Fischer Nielsen Christinna Pedersen |
| 13. Dezember 2012 | 3   | Zhang Nan Zhao Yunlei                       | 2 : 0 （21-13, 21-10） | Muhammad Rizal Debby Susanto                |
| 13. Dezember 2012 | 4   | Chan Peng Soon Goh Liu Ying                 | 0 : 2 （16-21, 8-21）  | Joachim Fischer Nielsen Christinna Pedersen |
| 14. Dezember 2012 | 5   | Chan Peng Soon Goh Liu Ying                 | 0 : 2 （17-21, 17-21） | Zhang Nan Zhao Yunlei                       |
| 14. Dezember 2012 | 6   | Joachim Fischer Nielsen Christinna Pedersen | 2 : 0 （21-16, 21-16） | Muhammad Rizal Debby Susanto                |

#### Endrunde
|  | Halbfinale | Halbfinale                                  | Halbfinale | Halbfinale | Halbfinale |  |  | Finale | Finale                                      | Finale | Finale | Finale |
|  |            |                                             |            |            |            |  |  |        |                                             |        |        |        |
|  |            |                                             |            |            |            |  |  |        |                                             |        |        |        |
|  | A1         | Xu Chen Ma Jin                              | 21         | 11         | 19         |  |  |        |                                             |        |        |        |
|  | B2         | Zhang Nan Zhao Yunlei                       | 16         | 21         | 21         |  |  |        |                                             |        |        |        |
|  |            |                                             |            |            |            |  |  | B2     | Zhang Nan Zhao Yunlei                       | 21     | 12     | 14     |
|  |            |                                             |            |            |            |  |  | B1     | Joachim Fischer Nielsen Christinna Pedersen | 17     | 21     | 21     |
|  | A2         | Sudket Prapakamol Saralee Thungthongkam     | 19         | 13         |            |  |  |        |                                             |        |        |        |
|  | B1         | Joachim Fischer Nielsen Christinna Pedersen | 21         | 21         |            |  |  |        |                                             |        |        |        |
|  |            |                                             |            |            |            |  |  |        |                                             |        |        |        |